# Ранберн (Алабама)
Ранберн (енгл. Ranburne) град је у америчкој савезној држави Алабама. По попису становништва из 2010. у њему је живело 409 становника.

## Демографија
Према попису становништва из 2010. у граду је живело 409 становника, што је 50 (10,9%) становника мање него 2000. године.
| Група             | 2000.       | 2010.       |
| Белци             | 458 (99,8%) | 404 (98,8%) |
| Афроамериканци    | 0 (0,0%)    | 0 (0,0%)    |
| Азијати           | 0 (0,0%)    | 0 (0,0%)    |
| Хиспаноамериканци | 1 (0,2%)    | 1 (0,2%)    |
| Укупно            | 459         | 409         |